# Bryn Meredith
Brinley Victor Meredith, conosciuto come Bryn (Abersychan, 21 novembre 1930), è un ex rugbista a 15 gallese.
Tra il 1954 e il 1962 ha giocato per la nazionale come tallonatore 36 partite, saltando solo 2 di quelle in programma in quegli anni per problemi famigliari.
Meredith ha inoltre all'attivo 8 presenze per i British and Irish Lions durante tre tour. Nel 1955 faceva parte della squadra che pareggiò la serie in Sudafrica 2-2 e durante le varie partite mise a segno ben sei mete. Nel 1959 prese parte al tour in Australia e Nuova Zelanda ma, dovendo competere il posto al capitano della selezione Ronnie Dawson, non scese mai in capo. Nel 1962 infine era addirittura candidato ad essere capitano dei Lions. Benché per questo ruolo fu infine scelto Arthur Smith, Meredith giocò ottimamente tutte e quattro le partite.
Si ritirò alla fine di quel tour e quella stagione fu nominato miglior sportivo nazionale.
La sua carriera nei club si è divisa tra London Welsh e Newport.
È tuttora considerato uno dei migliori giocatori gallesi di rugby di tutti i tempi.